# Колокольников, Константин Александрович
Константи́н Алекса́ндрович Колоко́льников (21 мая 1871, Пермская губерния — 17 октября 1929, Пермь) — священник, мировой судья, депутат II Государственной думы Российской империи от Пермской губернии (1907), преподаватель политической экономии.

## Биография

### Ранние годы. Священник и депутат
Родился 21 мая 1871 года в селе Рябки Осинского уезда (Пермская губерния) в семье настоятеля Рябковского Свято-Рождественского храма Александра Евстигнеевича Колокольникова.
В 1893 году, после окончания Пермской духовной семинарии по первому разряду (XLIX выпуск), Константин Александрович приступил к церковной службе в Перми — в Александро-Невской церкви. Был членом и казначеем Пермского епархиального училищного совета, помощником заведующего и учителем в епархиальной церковно-учительской школе при братстве Святого Стефана, а также законоучителем в училище слепых детей при Мариинском попечительстве о слепых (священник церкви при больнице губернского земства).
В 1902—1907 годы Колокольников был законоучителем во Втором городском четырёхклассном Екатерино-Петровском училище. Имел конфликты с церковным начальством — неоднократно подвергался гонениям.
На губернском избирательном собрании 6 февраля 1907 года Колокольников был выборщиком от съезда городских избирателей Перми. Избрался в Государственную Думу Российской империи второго созыва (1907).
В опубликованном в газете «Камский край» обращении к гражданам Перми по случаю своего отъезда Колокольников заявил, что покидает любимую Пермь для того, чтобы быть в столице «защитником интересов и прав меньших моих братьев по слову евангельскому»:
Пермь покидаю я, быть может, навсегда… Прошу прощения у всех, кого чем ненамеренно обидел или огорчил, намеренно обижать кого бы то ни было у меня, видит Бог, не было намерения. Со своей стороны, прощаю полным христианским прощением и предаю забвению все обиды и огорчения, которые причинили мне мои люди-братья, вследствие того, что не знали меня… Еще раз говорю вам, граждане: простите и прощайте!
При проводах свежеизбранных депутатов Государственной Думы Колокольникова и А. А. Шпагина на собрании в вокзале станции Пермь-1 провокатором Лебедевым был произведен выстрел из револьвера, послуживший для полиции и жандармов сигналом открыть стрельбу и разогнать собрание.
В наказе депутатам Государственной Думы от города Перми Г. И. Баскину и К. А. Колокольникову, мусульмане города требовали наряду с проведением в жизнь основных гражданских свобод, добиться: установления выборности муфтия верующими вместо назначения правительством, переустройства духовного собрания на выборном начале, выборности всех мулл и ахунов, а также возможности их отзыва в случае неудовлетворения верующими их работой. Кроме того, мусульмане просили народных избранников полностью уравнять в правах мусульманское духовенство с православными священниками.

### Во Второй Думе

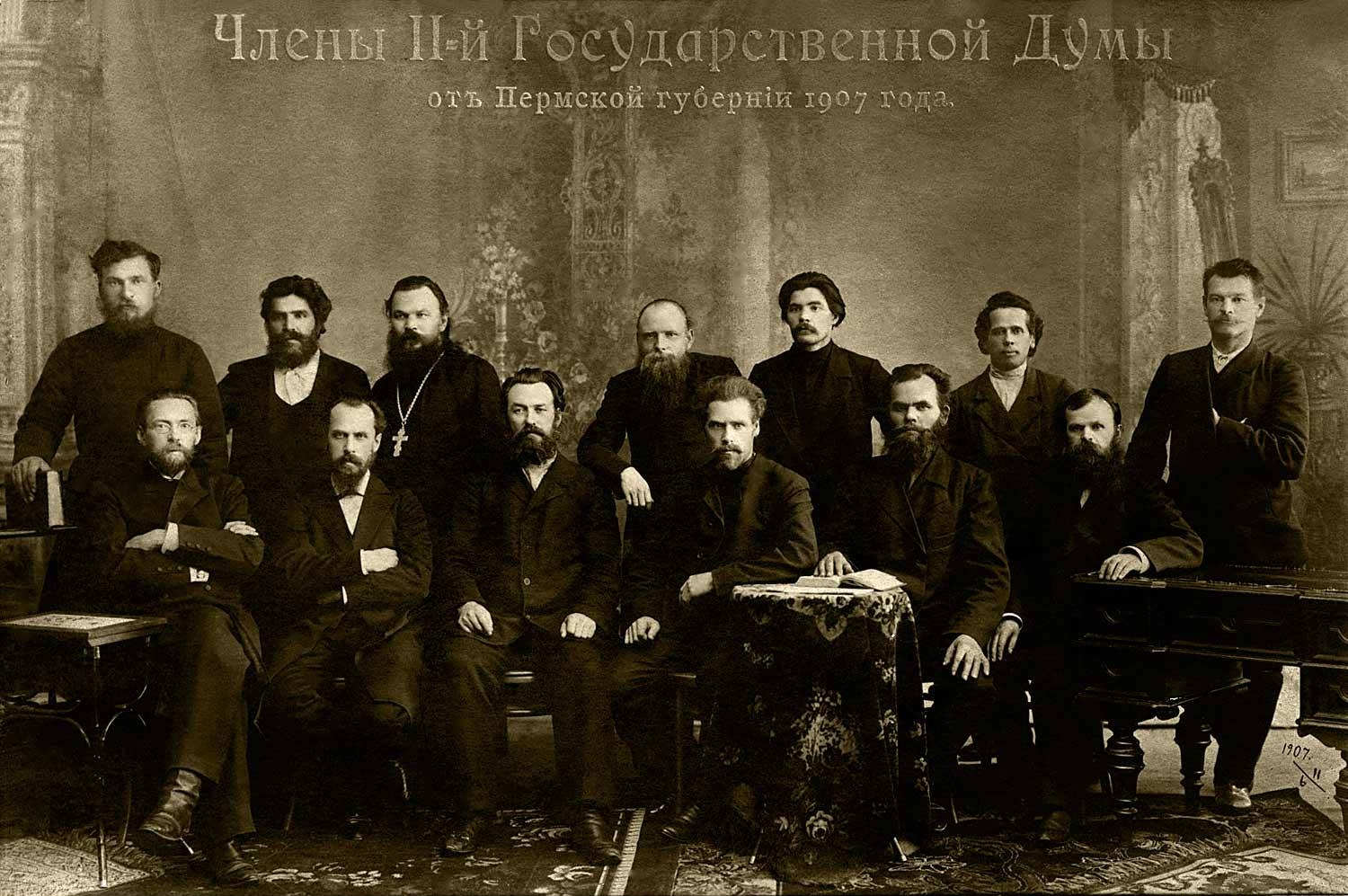
Члены II Государственной думы от Пермской губернии, 1907 год. Сидят: В. Н. Мамин, Г. И. Баскин, Я. Е. Захаров, А. А. Шпагин, Г. И. Кабаков, В. Е. Ершов; стоят: П. А. Зырянов, П. С. Сигов, К. А. Колокольников, Е. А. Петров, В. А. Чащин, Ф. Я. Тимачев, Я. П. Максимов

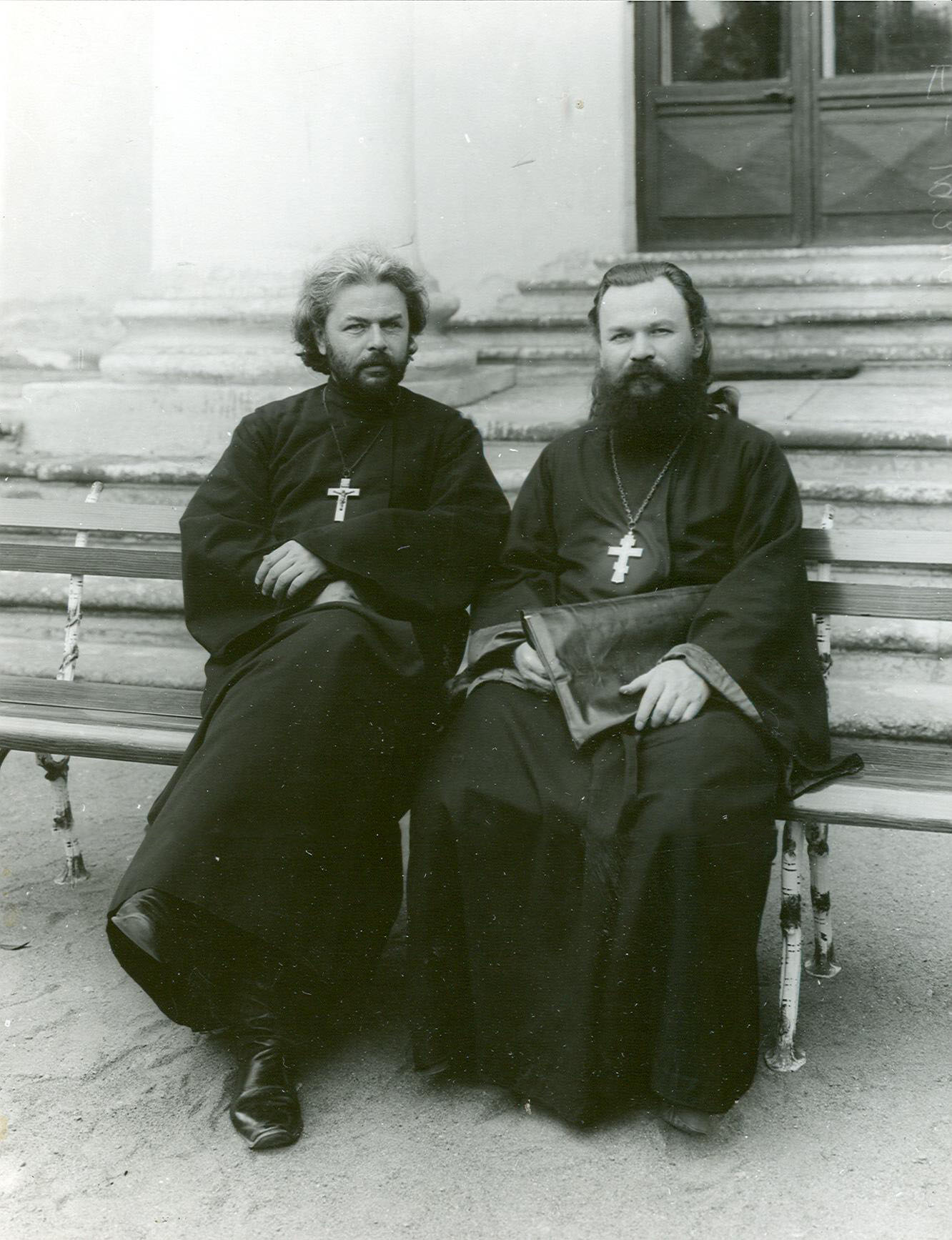
Во время работы II Государственной Думы с депутатом от Санкт-Петербурга о. Григорием Петровым, позднее тоже лишённым сана.

В Государственной Думе Колокольников первоначально примыкал к Партии социалистов-революционеров (ПСР), но одновременно он заявлял, что «против республики, так как выборщики не уполномочивали его изменять форму правления, но стоит за самую демократическую конституцию». Позже Константин Александрович перешёл во фракцию кадетов. Колокольников также доложил депутатам о попытке препятствовать его избранию в ходе выборов: арест выборщика накануне и его последующее отстранение от возможности волеизъявления.
Колокольников состоял членом думской комиссии по местному управлению и самоуправлению, входил в Группу беспартийных и был секретарём 4-го отдела Думы. Он выступал 19 марта 1907 года в прениях по аграрному вопросу. Начав свою речь сообщением, что он «до сих пор воздерживался утруждать» внимание депутатов, хотя и «мог нечто сказать», заявил далее, что «в настоящий момент долг перед пославшим меня многомиллионным трудовым крестьянством заставляет меня говорить». Суть его выступления сводилась к передаче всей земли в уравнительное пользование тем, кто её обрабатывает собственным трудом (то есть крестьянам) без выкупа, «ибо трудовое крестьянство так много переплатило за эту землю, что ему следовало бы потребовать ещё додачи о своих настоящих эксплуататоров» (см. Чёрный передел).
Кроме того, иерей Колокольников К. А., отличавшийся категоричностью критических взглядов на правительственные реформы (наиболее «левый» из 13 депутатов из духовенства Второй Думы), и вовсе предложил перейти от обсуждения деклараций к более актуальным, текущим делам, поскольку «правительство должно считаться с народными представителями и общественным мнением, иначе оно не будет стабильным».
Епископ Евлогий упоминает тайный указ Святейшего синода от 12 мая 1907 года, не отраженный в официальных источниках, который был объявлен лично священникам — членам Государственной думы, включая Колокольникова. Данного распоряжение обязывало священнослужителей покинуть оппозиционные партии и примыкать только к «монархистам, октябристам или беспартийным правым и высказываться в Думе только в духе этих партий».

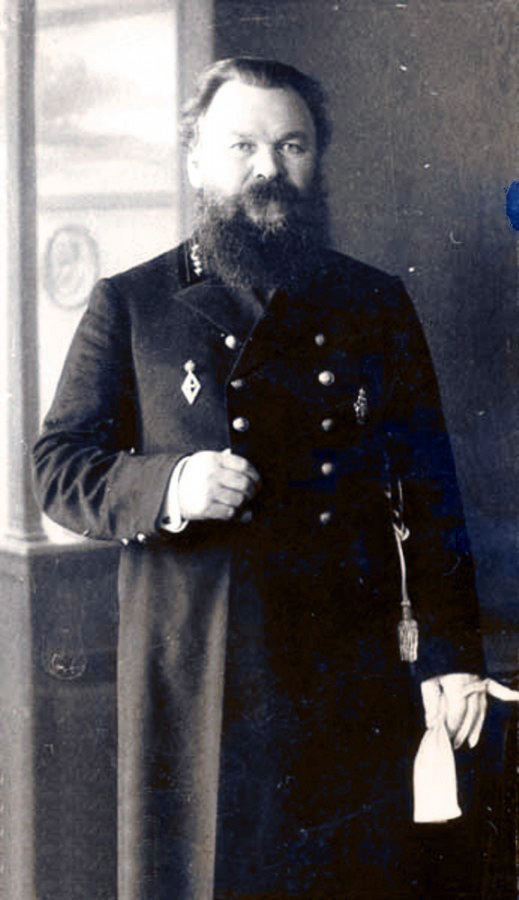
Мировой судья К. А. Колокольников (1917)

### Лишение сана и ссылка. Судья и преподаватель
Под редакцией Константина Колокольникова в Санкт-Петербурге вышел единственный номер газеты «Родное слово», после чего издание было прекращено по решению столичной судебной палаты. Почти сразу после избрания во Вторую Думу, Колокольников был отстранен от богослужения и лишен права ношения наперсного креста «за принадлежность к революционным партиям». Летом 1907 года Пермская духовная консистория постановила лишить его сана священника.
В газете «Русь» сообщалось, что «депутат 2-й Государственной Думы священник Колокольников, лишенный священнического сана приговором пермского епархиального суда, по донесению пермской духовной консистории Синоду заявил, что личные его убеждения не обязывают его исполнять приговор консистории, и он может исполнить только приговор суда присяжных».
В 1907 году Колокольников был сослан на вечное поселение в Сибирь, где проживал под полицейским надзором в Томске. Уже осенью он поступил вольнослушателем на юридический факультет Томского университета, где подвергался преследованиям со стороны властей. В 1912 году Колокольников стал нештатным преподавателем политической экономии в Первом сибирском среднем политехническом училище в Томске. В 1913—1914 годах — член педагогического совета и преподаватель в том же училище.
С июня 1917 по февраль 1919 года он являлся мировым судьей в сёлах Слудка и Троица Пермского уезда одноименной губернии.
С приходом Советской власти, в 1920‑е годы, Колокольников служил в Пермском леспромхозе «Волгокаспийлеса».
Скончался 17 октября 1929 года в Перми.

## Произведения
- Колокольников К. А. Развитие винной монополии в Томской губернии с Семипалатинской областью, в связи с историей винной монополии в Сибири. — Томск, 1914. — 104 с.

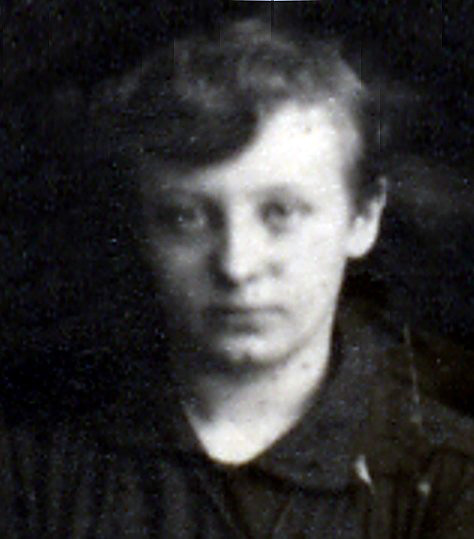
М. К. Колокольникова (1904—1925)

## Семья
Жена (с 17 июля 1894 года): Мария Ивановна Колокольникова (урожденная Мультановская, род. 1873) — из села Гробово Екатеринбургского уезда Пермской губернии (ныне село Первомайское Нижнесергинский района Свердловской области), дочь священника Ивана Яковлевича Мультановского, настоятеля храма во имя Святого Пророка Илии, воспитанница Пермского епархиального женского училища.
Дочь: Мария Константиновна Колокольникова (1904—1925) — первая пермская гёрл-скаут, одна из организаторов пионерского движения в Пермской губернии.